# W. H. Freeman and Company
W. H. Freeman and Company é uma editora americana de livros científicos e para a educação de ciências. A empresa foi fundada em 1946 por William H. Freeman. Freeman foi um vendedor e editor da Macmillan Publishers . O primeiro livro publicado de Freeman foi General Chemistry, por Linus Pauling. A Freeman foi adquirida pela Scientific American Inc. em 1964, que por sua vez foi comprada pela Georg von Holtzbrinck Publishing Group em 1986.